# Juho Kuosmanen
Juho Kuosmanen (ur. 30 września 1979 w Kokkoli) – fiński reżyser i scenarzysta filmowy.
Jego średniometrażowy film Sprzedawcy obrazów (2010) zdobył nagrodę w sekcji "Cinéfondation" na 62. MFF w Cannes oraz pięć nominacji do nagród Jussi.
Kolejny film Kuosmanena, Olli Mäki. Najszczęśliwszy dzień jego życia (2016), był biograficzną opowieścią o słynnym fińskim bokserze. Film cieszył się międzynarodowym uznaniem i przyniósł twórcy m.in. nagrodę główną w sekcji "Un Certain Regard" na 69. MFF w Cannes oraz Europejską Nagrodę Filmową dla odkrycia roku.
Sukces odniosła też następna fabuła reżysera, Przedział nr 6 (2021). Obraz zdobył Grand Prix, czyli drugą nagrodę w konkursie głównym, na 73. MFF w Cannes.